# Division No 8 (Alberta)
Pour les articles homonymes, voir Division No 8.
La Division No 8 est une division de recensement de 189,243 habitants en 2011, située dans la province d'Alberta, au Canada.